# San Juan Pueblo Nuevo
San Juan Pueblo Nuevo es una de las localidades de México que rodean el AIFA a la vez uno de los doce pueblos situados en el municipio de Tecámac, en el Estado de México. Según el censo de 2020, tiene una población de 1997 habitantes.
La localidad está ubicada en las coordenadas 19°46′31″N 99°01′07″O / 19.77528, -99.01861, a una altitud de 2242 metros sobre el nivel del mar.

## Historia
Poco se sabe de los inicios de este emblemático pueblo, creado por los jornaleros que trabajaban en un rancho hace poco más de 180 años. El dueño del rancho les regaló un predio, por lo cual lleva este nombre en lo que ahora son Paseos de San Juan (casas GEO).[cita requerida]

## Demografía
La población total de San Juan Pueblo Nuevo es de 1997 habitantes, de cuales 984 son hombres y 1013 son mujeres.
Un total de 1366 habitantes son adultos, de los cuales 251 tienen más de 60 años.
Solo 2 personas viven en hogares indígenas. Entre los habitantes de más de 5 años de edad, solo 2 personas hablan un idioma indógena. No hay personas que hablen un idioma indígena pero no hablen español. Un total de 2 personas hablan un idioma indígena y también español.
En San Juan Pueblo Nuevo hay un total de 553 hogares.
En 2010 había 433 viviendas, de las cuales 8 tenían piso de tierra y unos 37 consistían de una sola habitación.
El 90% de todas las viviendas tenían instalaciones sanitarios y 414 estaban conectadas al servicio público. El 95% tenían acceso a la luz eléctrica.

## Economía
La estructura económica está basada en los oficios de albañilería, carpintería, pasteros, yeseros y construcción en general. Asimismo hay empleos locales en bases de bicitaxis, abarrotes, tortillería, venta de barbacoa de borrego, etc. Los negocios locales han impulsado el desarrollo de este pueblo. El bazar nocturno en la localidad permite vender artículos de segunda mano entre los locales así como pequeños negocios, lo que ha permitido a muchas viviendas tener una computadora, al 40% tener una lavadora y al 75% tener una televisión.

## Educación
Aparte de que hay 73 analfabetos de 15 y más años, 17 de los jovanes entre 6 y 14 años no asisten a la escuela por falta de recursos o bien si lo empleo en el campo y cuidado de ganado.
De la población a partir de los 15 años 71 no tienen ninguna escolaridad, 15% tienen una escolaridad incompleta. 60% tienen una escolaridad básica 25% cuentan con una educación post básica y 10% educación superior.
Un total de 88% de la generación de jóvenes entre 15 y 24 años de edad han asistido a la escuela, la mediana escolaridad entre la población es de 8 años.

## Costumbres y tradiciones
Dentro de sus costumbres y tradiciones se encuentran principalmente las dos fiestas (religiosas y del pueblo), que se realizan el 24 de junio a San Juan Bautista y el 13 de diciembre a Santa Lucía. Duran de tres a cuatro días y todo el pueblo asiste sin importar edad. Las familias que participan en la danza de los arcos son personas que danzan con un arco hecho de rosa de castilla y adornado de papel china en una especie de flor. También traen un sombrero tipo veracruzano adornado con una pluma de ave y flores hechas a mano por el propio danzante de su orgullosa comunidad y dos bandas y listones. Se baila con marchas ejecutadas por banda de viento.
Asimismo se inculca desde muy temprana edad el amor a las costumbres. Los niños desde 3 años pueden danzar en compañía de sus padres y son enseñados por los más veteranos.
El 1 de mayo se celebra el día del burro (día de la Santa Cruz) o día del albañil, donde en la plaza principal del pueblo los pobladores llevan sus burros para hacer una pequeña celebración. En esta fiesta visten a los burros y les atribuyen nombres de famosos, realizan carreras de burros en una avenida y dan premios al ganador. Además hay un pequeño baile por la noche y una quermés de botanas y comida por la virgen de Santa Lucía que se encuentra en la iglesia.
Cuando se realiza la fiesta no hay actividad escolar. Todo esto forma parte de la forma de vida de los niños, sobre todo de aquellos que danzan, y denota lo arraigado de las costumbres y tradiciones del pueblo.